# Вейнсборо (Теннессі)
Вейнсборо (англ. Waynesboro) — місто (англ. city) в США, в окрузі Вейн штату Теннессі. Населення — 2317 осіб (2020).

## Географія
Вейнсборо розташоване за координатами 35°19′24″ пн. ш. 87°45′36″ зх. д. / 35.32333° пн. ш. 87.76000° зх. д. (35.323464, -87.759864).  За даними Бюро перепису населення США в 2010 році місто мало площу 9,71 км², уся площа — суходіл. В 2017 році площа становила 11,10 км², уся площа — суходіл.

## Демографія
Згідно з переписом 2010 року, у місті мешкало 2449 осіб у 1010 домогосподарствах у складі 607 родин. Густота населення становила 252 особи/км².  Було 1178 помешкань (121/км²).
Расовий склад населення:
| - 96,8 % — білих - 1,6 % — чорних або афроамериканців - 0,4 % — корінних американців |

До двох чи більше рас належало 0,8 %. Частка іспаномовних становила 1,2 % від усіх жителів.
За віковим діапазоном населення розподілялося таким чином: 21,4 % — особи молодші 18 років, 54,2 % — особи у віці 18—64 років, 24,4 % — особи у віці 65 років та старші. Медіана віку мешканця становила 43,6 року. На 100 осіб жіночої статі у місті припадало 86,0 чоловіків;  на 100 жінок у віці від 18 років та старших — 76,9 чоловіків також старших 18 років.
Середній дохід на одне домашнє господарство  становив 34 927 доларів США (медіана — 24 000), а середній дохід на одну сім'ю — 48 973 долари (медіана — 40 885). Медіана доходів становила 36 434 долари для чоловіків та 24 071 долар для жінок. За межею бідності перебувало 24,8 % осіб, у тому числі 34,2 % дітей у віці до 18 років та 18,0 % осіб у віці 65 років та старших.
Цивільне працевлаштоване населення становило 903 особи. Основні галузі зайнятості: освіта, охорона здоров'я та соціальна допомога — 26,0 %, роздрібна торгівля — 21,3 %, публічна адміністрація — 12,5 %, виробництво — 11,8 %.